# Conjunto infinito
En teoría de conjuntos, un conjunto infinito es un conjunto que no es finito. Algunos ejemplos son:
- Los números enteros Z = {..., -3, -2, -1, 0, 1, 2, 3, ...} forman un conjunto infinito y numerable.
- Los puntos en una recta, representados por un número real, forman un conjunto infinito y no numerable.

## Definición de  Propiedades
Un conjunto finito A es aquel que tiene un número finito de elementos, o de otro modo, que puede ponerse en correspondencia biunívoca con un conjunto del tipo {1, 2, 3, …, n}, donde n es un número natural. Esto significa que podemos emparejar los elementos de A y los de {1, 2, 3, …, n} sin que sobre ninguno. Si un conjunto no verifica esto, entonces es infinito: 
| Un conjunto infinito es un conjunto que no puede ponerse en correspondencia biunívoca con ningún conjunto {1, 2, 3, ..., n} para ningún número natural n. |

Los conjuntos infinitos poseen las siguientes propiedades:
| - La unión de dos conjuntos es infinita siempre que al menos uno de ellos sea infinito. - Cualquier conjunto que contenga un conjunto infinito es infinito a su vez. - El conjunto potencia de un conjunto infinito es infinito a su vez. |

Aunque ningún número natural se corresponde con el número de elementos de un conjunto infinito, se pueden «contar» la cantidad de dichos elementos usando números transfinitos. Puede entenderse entonces que los conjuntos infinitos «más pequeños» son los conjuntos numerables, como el conjunto de los números naturales.

### Definición alternativa
El número de elementos de un conjunto finito es un número natural, y cualquiera de sus subconjuntos es también finito y tiene menos elementos. Un conjunto infinito sin embargo puede tener el mismo tamaño que una parte de sí mismo. Por ejemplo, el conjunto de los números naturales y el conjunto de los números pares tienen el «mismo número de elementos», ya que sus elementos pueden emparejarse perfectamente:
1, 2, 3, 4, ...
2, 4, 6, 8, ...
y sin embargo los números pares son un subconjunto de los números naturales, {2, 4, 6, ...} ⊆ {1, 2, 3, ...}. Existe una definición alternativa de conjunto infinito basada en esta propiedad característica:
| Un conjunto infinito A es un conjunto que tiene un subconjunto propio (uno que no es el mismo A) con el que puede ponerse en correspondencia biunívoca. |

## Aspectos formales
En teoría de conjuntos, las dos definiciones presentadas para conjunto infinito (y complementariamente para conjunto finito) son rigurosas. La primera de ellas se basa en la noción de número natural, que puede definirse con precisión como un ordinal menor que cualquier ordinal límite. Un conjunto finito es entonces un conjunto equipotente a un número natural:
| Un conjunto finito es un conjunto bien ordenable, tal que cada subconjunto no vacío, además de tener mínimo (por ser bien ordenable), tiene máximo. Un conjunto infinito es un conjunto que no es finito. |

La segunda de ellas fue propuesta históricamente por Richard Dedekind, y se basa en la propiedad de tener subconjuntos propios tan grandes como sí mismo. Para distinguirla de la anterior, se denomina en ocasiones de manera distinta:
| Un conjunto A es Dedekind-infinito o D- infinito si existe una aplicación f : A → A inyectiva y no suprayectiva. Un conjunto es D-finito si no es D-infinito. |

Todo conjunto Dedekind-infinito es infinito «ordinario», y equivalentemente que todo conjunto finito «ordinario» es Dedekind-finito. Sin embargo, ambos conceptos no son completamente equivalentes. La implicación inversa puede demostrarse si se asume el axioma de elección (AE), o incluso una versión más débil como el axioma de elección numerable (AEN). Sin embargo es imposible probarla partiendo únicamente del resto de axiomas habituales de la teoría de conjuntos. Además, la equivalencia de ambas definiciones es una propiedad más débil que AE y AEN: es imposible probar estos últimos asumiendo que todo conjunto infinito es también D-infinito.